# Carlsberg Cup
Carlsberg Cup, også kendt som Carlsberg Grand Prix, var en dansk fodboldturnering for danske divisionsklubber arrangeret af Divisionsforeningen, som blev spillet fra 1980 til 1986.

## Historie
I 1980 blev en ny træningsturnering med pengepræmier og bryggeriet Carlsberg som sponsor startet under navnet Carlsberg Grand Prix. De 48 divisionsklubber spillede i otte grupper a seks hold mod hinanden i februar og marts. De otte gruppevindere fik 5.000 kr. og kvalificerede sig til slutspillet, der blev spillet som en pokalturnering i løbet af sommeren og efteråret. Semifinalisterne modtog 5.000 kr., den tabende finalist 15.000 kr., og vinderen 50.000 kr.
B 1903 blev vinder af den første turnering i 1980 ved at besejre Herfølge i finalen i Vanløse Idrætspark. I 1982 vandt Brønshøj fra 2. division overraskende finalen ved at slå de regerende danske mestre Hvidovre med 3-0. Fra 1983 blev finalen permanent spillet i Københavns Idrætspark.
I 1983 ændrede turneringens slutspil navn til Carlsberg Cup. I 1983 blev turneringen overraskende vundet af 3. divisionsklubben Jyderup, som oven i pengene fik en tur for 20 mand sponsoreret af SAS til Malaysia, hvor klubben spillede fem opvisningskampe.
Den mest målrige finale var i 1985, hvor Ikast fra 1. division besejrede B 1901 fra 3. division med hele 7-0. B 1903 blev den mest vindende klub i turneringen, da holdet vandt Carlsberg Cup for anden gang i 1986. Det blev samtidig sidste gang turneringen blev spillet, idet Carlsberg trak sig som sponsor.

## Regler
Der var to point for uafgjort og nul point for nederlag. Det var ikke muligt at spille uafgjort, idet kampe, hvor stillingen var lige efter ordinær spilletid, blev afgjort i straffesparkskonkurrence.
Straffesparkskonkurrencen blev afviklet ved amerikansk straffespark, hvor spilleren med bolden løber fra midterlinjen ned mod modstanderens mål og målmand, og skal score i løbet af fem sekunder.
I kampene var en advarsel erstattet af ti minutters udvisning.

## Finaler
| År   | Vinder     | Taber         | Resultat    | Tilskuere | Spillested            | Mål |
| 1980 | B 1903     | Herfølge      | 1-0 (1-0)   | 2.000     | Vanløse Idrætspark    | 1-0 Lars Francker 10'. |
| 1981 | AB         | Kastrup       | 0-0 *       | 1.393     | Valby Idrætspark      | |
| 1982 | Brønshøj   | Hvidovre      | 3-0 (1-0) * | 3.100     | Københavns Idrætspark | 1-0 Per Goe 32', 2-0 Kent Nielsen 65', 3-0 Johnny Eliassen 85'.                                                                                     |
| 1983 | Jyderup    | Køge          | 2-1 (1-1)   | 3.400     | Københavns Idrætspark | 0-1 Kim Krogh (selvmål) 5', 1-1 Kim Krogh 37', 2-1 Leif Pedersen 73'.                                                                               |
| 1984 | Brøndby IF | AGF           | 1-0 (0-0)   | 4.800     | Københavns Idrætspark | 1-0 Claus Nielsen 59'. |
| 1985 | Ikast fS   | B 1901        | 7-0 (3-0)   | 1.200     | Københavns Idrætspark | 1-0 og 5-0 Ole Jensen 15' og 57', 2-0 Flemming Andreasen 32', 3-0 og 6-0 Finn Christensen 37' og 69', 4-0 Jens Steffensen 50', 7-0 Kim Laursen 87'. |
| 1986 | B 1903     | Randers Freja | 3-0 (2-0)   | 700       | Københavns Idrætspark | 1-0 og 2-0 Jens Nørager 15' (strf.) og 43', 3-0 Lars B. Kristiansen 77'.                                                                            |

1. ↑  AB vandt straffesparkskonkurrencen 4-2
2. ↑  Finalen flyttet fra Tingbjerg Idrætspark p.g.a. manglende belysning.

## Statistik
| Klub          | Vinder | Finaler |
| ------------- | ------ | ------- |
| B 1903        | 2      | 2       |
| Brøndby IF    | 1      | 1       |
| AB            | 1      | 1       |
| Brønshøj      | 1      | 1       |
| Jyderup       | 1      | 1       |
| Ikast fS      | 1      | 1       |
| AGF           | 0      | 1       |
| Herfølge BK   | 0      | 1       |
| Kastrup       | 0      | 1       |
| Hvidovre      | 0      | 1       |
| Køge          | 0      | 1       |
| B 1901        | 0      | 1       |
| Randers Freja | 0      | 1       |